# نيش
نيش (باللغة الصربية: Ниш أو Niš) هي ثالث أكبر مدينة في صربيا (بعد بلغراد ونوفي ساد)، وأكبر مدن جنوب صربيا، ويبلغ عدد سكانها 183,000 حسب تعداد عام 2011.
تبلغ مساحة مدينة نيش 597 كم² متضمنة 68 ضاحية بالمدينة. وتبعد عن العاصمة بلغراد 237 كم، وتقع على نهر نيشافا بالقرب من تقاطعه مع نهر جنوب مورافا
تعتبر نيش من أقدم مدن البلقان وأوروبا، وتعتبر بوابة بين الشرق والغرب منذ العصور القديمة، وهي مسقط رأس كل من قسطنطين الأول أول إمبراطور مسيحي ومؤسس القسطنطينية، وقسطنطين الثالث، وجستين الأول. وهي موطن لواحدة من أقدم الكنائس المسيحية في صربيا.
نيش هي واحدة من المراكز الصناعية الأكثر أهمية في صربيا، وهي مركز صناعة الإلكترونيات وصناعة الهندسة الميكانيكية والمنسوجات وصناعة التبغ.
وفي المدينة مطار قسطنطين العظيم وهو مطار مصنف دولياً حسب اتحاد النقل الجوي الدولي، والبنية التحتية للنقل في نيش يجعلها مفترق طرق مهم خصوصاً بسبب الحركة المكثفة لتركيا واليونان.

## أصل التسمية
اسم المدينة يمكن العثور عليه بالتاريخ في فترة العصور الوسطى والعصور الحديثة حيث اشتق الاسم من نهر نيشافا ففي القرن الثالث قبل الميلاد من قادة الكلت. وأسماها الرومان نايسش وأسماها البيزنطيون نيسوس أما الشعب السلافي نيش.

## المناخ
يظهر الجدول التالي التغييرات المناخية على مدار السنة لنيش:
| البيانات المناخية لـنيش                                   | البيانات المناخية لـنيش | البيانات المناخية لـنيش | البيانات المناخية لـنيش | البيانات المناخية لـنيش | البيانات المناخية لـنيش | البيانات المناخية لـنيش | البيانات المناخية لـنيش | البيانات المناخية لـنيش | البيانات المناخية لـنيش | البيانات المناخية لـنيش | البيانات المناخية لـنيش | البيانات المناخية لـنيش | البيانات المناخية لـنيش |
| الشهر                                                     | يناير                   | فبراير                  | مارس                    | أبريل                   | مايو                    | يونيو                   | يوليو                   | أغسطس                   | سبتمبر                  | أكتوبر                  | نوفمبر                  | ديسمبر                  | المعدل السنوي           |
| --------------------------------------------------------- | ----------------------- | ----------------------- | ----------------------- | ----------------------- | ----------------------- | ----------------------- | ----------------------- | ----------------------- | ----------------------- | ----------------------- | ----------------------- | ----------------------- | ----------------------- |
| الدرجة القصوى °م (°ف)                                     | 21.7 (71.1)             | 24.0 (75.2)             | 33.5 (92.3)             | 33.0 (91.4)             | 35.3 (95.5)             | 40.3 (104.5)            | 44.2 (111.6)            | 42.2 (108.0)            | 39.6 (103.3)            | 35.0 (95.0)             | 29.0 (84.2)             | 22.2 (72.0)             | 44.2 (111.6)            |
| متوسط درجة الحرارة الكبرى °م (°ف)                         | 5.0 (41.0)              | 7.5 (45.5)              | 13.0 (55.4)             | 18.4 (65.1)             | 23.8 (74.8)             | 27.1 (80.8)             | 29.8 (85.6)             | 30.1 (86.2)             | 25.0 (77.0)             | 19.3 (66.7)             | 11.9 (53.4)             | 6.1 (43.0)              | 18.1 (64.6)             |
| المتوسط اليومي °م (°ف)                                    | 0.6 (33.1)              | 2.4 (36.3)              | 7.0 (44.6)              | 12.2 (54.0)             | 17.1 (62.8)             | 20.4 (68.7)             | 22.5 (72.5)             | 22.3 (72.1)             | 17.4 (63.3)             | 12.3 (54.1)             | 6.4 (43.5)              | 2.1 (35.8)              | 11.9 (53.4)             |
| متوسط درجة الحرارة الصغرى °م (°ف)                         | −2.2 (28.0)             | −1.4 (29.5)             | 2.3 (36.1)              | 6.4 (43.5)              | 11.0 (51.8)             | 13.8 (56.8)             | 15.4 (59.7)             | 15.4 (59.7)             | 11.5 (52.7)             | 7.4 (45.3)              | 2.6 (36.7)              | −0.8 (30.6)             | 6.8 (44.2)              |
| أدنى درجة حرارة °م (°ف)                                   | −23.7 (−10.7)           | −21.6 (−6.9)            | −13.2 (8.2)             | −5.6 (21.9)             | −1.0 (30.2)             | 4.2 (39.6)              | 4.1 (39.4)              | 4.6 (40.3)              | −2.2 (28.0)             | −6.8 (19.8)             | −14.0 (6.8)             | −16.6 (2.1)             | −23.7 (−10.7)           |
| الهطول مم (إنش)                                           | 38.8 (1.53)             | 36.8 (1.45)             | 42.5 (1.67)             | 56.6 (2.23)             | 58.0 (2.28)             | 57.3 (2.26)             | 44.0 (1.73)             | 46.7 (1.84)             | 48.0 (1.89)             | 45.5 (1.79)             | 54.8 (2.16)             | 51.5 (2.03)             | 580.3 (22.85)           |
| متوسط أيام هطول الأمطار (≥ 0.1 mm)                        | 13                      | 13                      | 12                      | 13                      | 12                      | 11                      | 9                       | 8                       | 9                       | 9                       | 11                      | 14                      | 134                     |
| متوسط الأيام المثلجة                                      | 10                      | 9                       | 5                       | 1                       | 0                       | 0                       | 0                       | 0                       | 0                       | 0                       | 3                       | 8                       | 37                      |
| متوسط الرطوبة النسبية (%)                                 | 80                      | 74                      | 66                      | 63                      | 65                      | 65                      | 61                      | 61                      | 69                      | 73                      | 77                      | 81                      | 70                      |
| ساعات سطوع الشمس الشهرية                                  | 64.5                    | 93.3                    | 147.8                   | 171.5                   | 220.9                   | 251.2                   | 286.7                   | 274.3                   | 201.9                   | 150.5                   | 85.9                    | 49.4                    | 1٬997٫7                 |
| المصدر #1: Republic Hydrometeorological Service of Serbia |                         |                         |                         |                         |                         |                         |                         |                         |                         |                         |                         |                         |                         |
| المصدر #2: Meteo Climat (record highs and lows)           |                         |                         |                         |                         |                         |                         |                         |                         |                         |                         |                         |                         |                         |

## توأمة
لنيش اتفاقيات توأمة مع كل من:
- باد هومبورغ
- فيليكو ترنوفو (1973 - )
- كوشيتسه
- كورسك
- Rognan [الإنجليزية]‏
- كراكوف
- ماروسي
- زينتا
- غليفاذا
- إسكوبية
- بئر السبع
- أسبرطة
- بيلغورود
- إيليكتروستال (12 سبتمبر 2008 - )
- Veliko Tarnovo Municipality [الإنجليزية]‏ منذ (1973 - )
- Amarusio Municipality  [لغات أخرى]‏

## أعلام
- قسطنطين العظيم
- دراغان ستويكوفتش
- قسطنطينيوس الثالث
- أليكساندر زيفكوفيتش